# 苏松太道

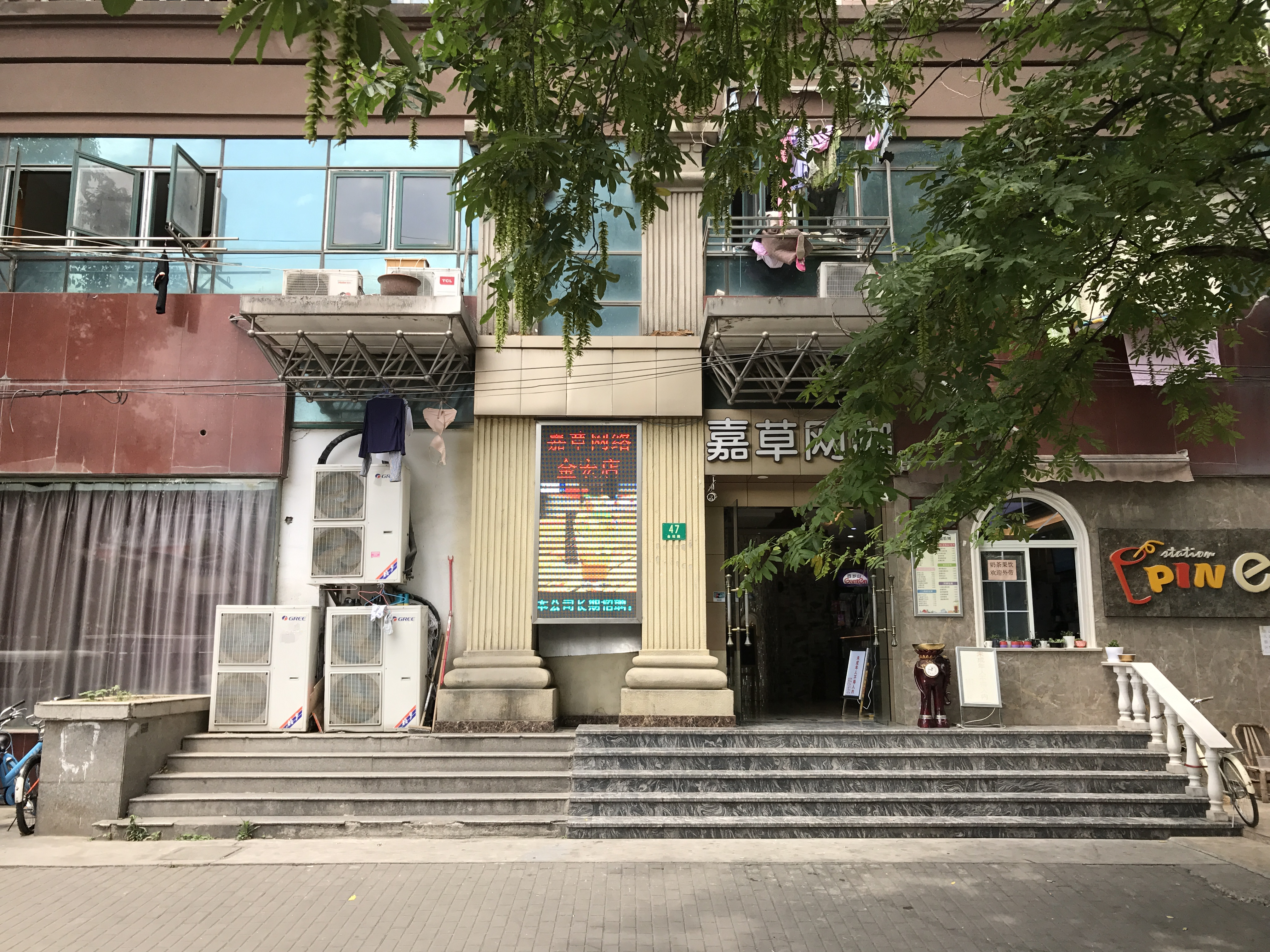
上海道台衙门遗址

苏松太道，中后期依其驻地又俗称为上海道，为清朝江蘇省下属的道级行政区之一，辖管苏州府、松江府和太仓直隶州，顺治年间驻地为太仓，康熙时期驻地为苏州，雍正之后驻地为松江府下辖的上海縣。

## 沿革
清顺治二年（1645年）七月乙卯，置分巡苏松兵备道，隶江宁巡抚:260，道署驻太仓州:260，下辖苏州、松江2府:260，兼理粮储、水利、农务:260。康熙二年（1663年），增辖常州府，改设为分守苏松常道:260，道署移驻苏州。康熙六年（1667年）七月，裁分守苏松常道:260。
康熙九年（1670年）四月丁亥:260，复置分守苏松常道，驻苏州府:260，下辖苏州、松江、常州3府:260。康熙二十一年（1682年）十一月癸巳，裁苏松常道:260，苏州、松江2府由督理苏松常镇粮储道兼理:258、260，常州府往属江镇道:259、260。
雍正二年（1724年）九月己巳，复置分巡苏松道:260，驻苏州府，下辖苏州、松江2府:260。同月，升苏州府太仓州为太仓直隶州:270，仍以分巡苏松道领之。雍正八年（1730年）八月壬寅:260、263，置太通道:263，太仓直隶州往属之，分巡苏松道移驻松江府上海县:260、263，兼管上海关税务:260。雍正九年（1731年），加兵备衔:260。同年，建道署于上海县城大东门内。
乾隆六年（1741年）八月丙午:260、263，裁太通道:263，太仓直隶州还属分巡苏松兵备道:260、263，分巡苏松兵备道改称为分巡苏松太兵备道:260。乾隆十三年（1748年），关防为分巡苏松太仓等处地方兵备道，按察使司副使衔:260。乾隆二十六年（1761年）三月丁未，兼水利衔:260。乾隆三十二年（1767年）三月丙子，因苏州府改由督理苏松常镇太粮储道管辖:258、260，道名改为分巡松太兵备道兼管水利:260。嘉庆十七年（1812年）五月乙亥:258、260，因督理苏松常镇太粮储道不再分巡地方:258，苏州府还属分巡松太兵备道兼管水利:258、260，道名改为分巡苏松太仓兵备道兼管水利:260，通常简称为苏松太仓道或苏松太道。

## 职权
分巡苏松太兵备道兼治军民，除了擁有道標營兵力外，也有權調動轄區之內的綠營兵卒，因此苏松太道台雖是文職官吏，但是實際上也掌握一部分軍權。這與一些特殊地方的道台（如台灣道）頗為相似。
苏松太道道员屬重要官員，雖為正四品官，但任滿之後大多都升為正三品按察司（正三品）或從二品布政司，也有直接升巡撫至總督的例子。
自雍正之后，苏松太道道台衙门设在上海縣城大东门内，今上海市黄浦区（原南市区）的巡道街上。该衙门兴建于雍正九年（1731年），占地14亩，如今尚有上海道衙門遺址可尋。